# Johann Maximilian von Lamberg
Johann Maximilian Nepomuk von Lamberg-Steyr (Brno, 23 novembre 1608 – Vienna, 12 dicembre 1682) è stato un nobile, diplomatico e politico austriaco.

## Biografia

### I primi anni e la guerra dei trent'anni
Proveniente dall'antica e nobile famiglia dei Lamberg, Johann Maximilian era figlio del conte Georg Siegmund von Lamberg (1565–1632) (già Oberhofmeister di Anna del Tirolo) e della sua terza moglie, Giovanna della Scala (1574–1649), già vedova di Sigismund von Dietrichstein. Egli era pertanto fratellastro del principe Maximilian von Dietrichstein, e questa fu una delle ragioni principali che fece sì che la sua famiglia ascendesse ad alti ranghi nell'amministrazione imperiale.
Johann Maximilian studiò legge a Vienna e intraprese un grand tour in Europa visitando l'Italia, la Francia e la Spagna, acquisendo notevoli capacità linguistiche. Ritornato a Vienna, venne nominato ciambellano imperiale e, con lo scoppio della guerra dei trent'anni, venne iscritto come ufficiale nei ranghi dell'esercito imperiale. Combatté nella battaglia di Nördlingen (1634). Già consigliere, prese parte all'incoronazione di Ferdinando III del Sacro Romano Impero nel 1636 ed in quell'occasione venne elevato personalmente al rango di conte.
Come membro del consiglio imperiale, si dedicò essenzialmente alla politica estera e dal 1644 fu ambasciatore imperiale presso la città di Osnabrück dove si tennero alcuni negoziati per la fine della guerra dei trent'anni. Mentre la Svezia cercava di riprendere le ostilità col progetto di invadere la Moravia e poi Praga, Lamberg riuscì a completare una serie di difficili negoziati col cancelliere svedese Axel Oxenstierna. Lamberg fu quindi coautore e firmatario del trattato di pace finale noto come Pace di Vestfalia.

### La carriera a corte

Johann Maximilian von Lamberg in una stampa d'epoca

Tornato a Vienna, divenne ciambellano dell'arciduca Leopoldo nel 1650, e l'anno successivo venne nominato Oberhofmeister della futura imperatrice, Eleonora Gonzaga, terza moglie dell'imperatore Ferdinando III. Venne inviato a Mantova dove ebbe l'incarico di rappresentare l'imperatore durante il matrimonio per procura che ebbe luogo il 2 marzo 1651 e quindi accompagnò Eleonora Gonzaga con la sua corte a Vienna dove si tenne la cerimonia religiosa il 2 aprile successivo.
Nel 1655 venne nominato cavaliere dell'Ordine del Toson d'oro, la massima onorificenza imperiale. Nel 1657 fu ambasciatore a Madrid dove rimase per sette anni, difendendo gli interessi degli Asburgo d'Austria presso la corona spagnola.
Nel 1662 ottenne l'incarico ereditario di Erb-Stallmeister di Carniola, e nel 1675 ricevette anche l'incarico ereditario di ciambellano dell'Alta Austria. Nel 1661–1675 fu ciambellano dell'imperatore Leopoldo I del Sacro Romano Impero e, dopo la forzosa dipartita del principe Wenzel Eusebius von Lobkowicz, completò la sua carriera venendo nominato Oberhofmeister dell'imperatore e membro del consiglio segreto di stato (1675–1682).
Johann Maximilian morì nel dicembre del 1682 e venne sepolto nella chiesa di Sant'Agostino a Vienna.
Nella letteratura del suo tempo fu descritto come uomo onesto ed educato, che godeva di grande fiducia presso l'imperatore Leopoldo I e una delle maggiori figure della monarchia asburgica della seconda metà del XVII secolo.

## Matrimonio e figli
Nel 1635, sposò Maria Judith Johanna Eleonora Rebekka von Würben und Freudenthal (1612–1690) a Vienna. La coppia ebbe nove figli insieme:
- Eleonora Franziska (1636 - 19 novembre 1689), ordine della Croce Stellata, sposò nell'aprile del 1665 il conte Heinrich Wilhelm von Starhemberg (28 febbraio 1593 - 2 aprile 1675); in seconde nozze nel 1676 sposò il conte Franz Anton von Lamberg
- Maria Anna Elisabeth (24 agosto 1637 - 22 novembre 1689), sposò il 19 novembre 1662 il conte Otto Sigismund Ernst von Sinzendorf (gennaio 1640 - 29 dicembre 1701); in seconde nozze sposò il 9 maggio 1660 il conte Hans Adam Hrzan von Harras († 22 gennaio 1681)
- Franz Joseph (29 ottobre 1638 - 1/2 novembre 1712 a Steyer), II principe di Lamberg, langravio di Leuchtenberg, cavaliere del Toson d'oro; sposò a Praga il 4 febbraio 1663 la contessa Anna Maria von Trauttmansdorff-Weinsberg (1642 - 21 aprile 1727); succedette nel titolo di principe a suo figlio, al quale era stato conferito, ma che gli premorì.
- Johanna Theresia (30 dicembre 1639 - 3 febbraio 1716 a Vienna), sposò il 28 ottobre 1662 il conte Ferdinand Bonaventura I von Harrach (14 luglio 1636 - 15 giugno 1706), barone di Bruck e Pyrrhenstein
- Georg Sigismund (20 luglio 1641 - 1672), cavaliere di Malta
- Maria Anna Helene (12 maggio 1643 - 27 marzo 1674), sposò il 29 aprile 1661 il principe Johann Karl von Porcia († 27 aprile 1667)
- Clara Katharina Maria (1644 - 2 maggio 1669), sposò il 27 luglio 1661 Ernst Emmerich t'Serclaes, conte di Tilly e Breiteneck († 22 aprile 1675)
- Kaspar Friedrich (1648, Münster - 20 luglio 1686 a Brno), sposò in prime nozze nel 1675 Marie Franziska Teresia Hiesele von Chodau (Hýzrlová z Chodù) († 1684); in seconde nozze il 31 dicembre 1684 sposò la contessa Maria Aloysia Theresia von Waldburg-Zeil (c. 1658 - 14 agosto 1717)
- Johann Philipp (25 maggio 1651/1652 - 20/21 ottobre 1712), prevosto di Passau e di Salisburgo, principe vescovo di Passau (1700–1712), cardinale, principe di Lamberg (ad personam)

## Albero genealogico
|                                                    |                                |                                                       | Genitori                                              |  |  | Nonni |  |  | Bisnonni                                |  |  | Trisnonni                                |  |
|                                                    |                                |                                                       |                                                       |  |  |       |  |  | Kaspar von Lamberg, I barone di Lamberg |  |  | Georg II von Lamberg, signore di Lamberg |  |
|                                                    |                                |                                                       |                                                       |  |  |       |  |  | Kaspar von Lamberg, I barone di Lamberg |  |  | Georg II von Lamberg, signore di Lamberg |  |
|                                                    |                                | Maria Maddalena della Torre                           |                                                       |  |  |       |  |  | Kaspar von Lamberg, I barone di Lamberg |  |  |                                          |  |
| Sigismund von Lamberg, II barone di Lamberg        |                                |                                                       |                                                       |  |  |       |  |  | Kaspar von Lamberg, I barone di Lamberg |  |  |                                          |  |
|                                                    |                                | Margarete Lang von Wellenburg                         | Lukas Lang von Wellenburg                             |  |  |       |  |  |                                         |  |  |                                          |  |
|                                                    |                                | Margarete Lang von Wellenburg                         | Lukas Lang von Wellenburg                             |  |  |       |  |  |                                         |  |  |                                          |  |
|                                                    |                                | Margarete Lang von Wellenburg                         | Margareta Hofer von Urfahrn                           |  |  |       |  |  |                                         |  |  |                                          |  |
| Georg Sigismund von Lamberg, III barone di Lamberg |                                | Margarete Lang von Wellenburg                         |                                                       |  |  |       |  |  |                                         |  |  |                                          |  |
|                                                    |                                | Johann Jakob Fugger, conte di Kirchberg e Weissenhorn | Raymund Fugger, conte di Kirchberg e Weissenhorn      |  |  |       |  |  |                                         |  |  |                                          |  |
|                                                    |                                | Johann Jakob Fugger, conte di Kirchberg e Weissenhorn | Raymund Fugger, conte di Kirchberg e Weissenhorn      |  |  |       |  |  |                                         |  |  |                                          |  |
|                                                    |                                | Johann Jakob Fugger, conte di Kirchberg e Weissenhorn | Katharina Thurzó de Bethlenfalva,                     |  |  |       |  |  |                                         |  |  |                                          |  |
| Siguna Eleonore Fugger                             |                                | Johann Jakob Fugger, conte di Kirchberg e Weissenhorn |                                                       |  |  |       |  |  |                                         |  |  |                                          |  |
|                                                    |                                | Ursula von Harrach                                    | Leonhard III von Harrach, barone di Harrach zu Rohrau |  |  |       |  |  |                                         |  |  |                                          |  |
|                                                    |                                | Ursula von Harrach                                    | Leonhard III von Harrach, barone di Harrach zu Rohrau |  |  |       |  |  |                                         |  |  |                                          |  |
|                                                    |                                | Ursula von Harrach                                    | Barbara von Gleinitz                                  |  |  |       |  |  |                                         |  |  |                                          |  |
| Johann Maximilian von Lamberg, I conte di Lamberg  |                                | Ursula von Harrach                                    |                                                       |  |  |       |  |  |                                         |  |  |                                          |  |
|                                                    | Anselmo Cristoforo della Scala | Anselmo della Scala                                   |                                                       |  |  |       |  |  |                                         |  |  |                                          |  |
|                                                    | Anselmo Cristoforo della Scala | Anselmo della Scala                                   |                                                       |  |  |       |  |  |                                         |  |  |                                          |  |
|                                                    | Anselmo Cristoforo della Scala | Margarethe von Layming                                |                                                       |  |  |       |  |  |                                         |  |  |                                          |  |
| Anselmo Vermundo della Scala                       | Anselmo Cristoforo della Scala |                                                       |                                                       |  |  |       |  |  |                                         |  |  |                                          |  |
|                                                    |                                | Elisabetta di Hohenzollern                            | Francesco Volfango di Hohenzollern                    |  |  |       |  |  |                                         |  |  |                                          |  |
|                                                    |                                | Elisabetta di Hohenzollern                            | Francesco Volfango di Hohenzollern                    |  |  |       |  |  |                                         |  |  |                                          |  |
|                                                    |                                | Elisabetta di Hohenzollern                            | Rosina di Baden                                       |  |  |       |  |  |                                         |  |  |                                          |  |
| Giovanna della Scala                               |                                | Elisabetta di Hohenzollern                            |                                                       |  |  |       |  |  |                                         |  |  |                                          |  |
|                                                    |                                | Jakob von Thurn                                       | Siegmund von Thurn                                    |  |  |       |  |  |                                         |  |  |                                          |  |
|                                                    |                                | Jakob von Thurn                                       | Siegmund von Thurn                                    |  |  |       |  |  |                                         |  |  |                                          |  |
|                                                    |                                | Jakob von Thurn                                       | Apollonia von Maxlrain                                |  |  |       |  |  |                                         |  |  |                                          |  |
| Elisabeth von Thurn                                |                                | Jakob von Thurn                                       |                                                       |  |  |       |  |  |                                         |  |  |                                          |  |
|                                                    |                                | Barbara von Thannhausen                               | Franz von Thannhausen                                 |  |  |       |  |  |                                         |  |  |                                          |  |
|                                                    |                                | Barbara von Thannhausen                               | Franz von Thannhausen                                 |  |  |       |  |  |                                         |  |  |                                          |  |
|                                                    |                                | Barbara von Thannhausen                               | Regina von Firmian                                    |  |  |       |  |  |                                         |  |  |                                          |  |
|                                                    |                                | Barbara von Thannhausen                               |                                                       |  |  |       |  |  |                                         |  |  |                                          |  |